# Armoriale dei comuni della provincia di Imperia

Stemma della Provincia di Imperia

Questa pagina contiene le armi (stemmi e blasonature) dei comuni della provincia di Imperia.
| Stemma                                         | Comune e blasonatura | Gonfalone e/o bandiera     |
| ---------------------------------------------- | --- | -------------------------- |
|                                                | Airole Stemma «Di verde, alla fascia d'argento, a tre bisanti d'oro, posti in capo. Ornamenti esteriori da Comune.» Gonfalone «Drappo partito di bianco e di verde…» Lo stemma e il gonfalone sono stati concessi con decreto del presidente della Repubblica del 2 aprile 1955. |                            |
|                                                | Apricale Stemma «Scudo con veliero, contornato da fronde di querce e d'olivo.» |                            |
|                                                | Aquila d'Arroscia Stemma «Lo stemma raffigura, simbolicamente, il castello dei Clavesana, oggi ridotto a rudere con due aquile, una in volo e una posata.» Gonfalone «Drappo partito di azzurro e di bianco…» |                            |
|                                                | Armo Stemma «Inquartato: il primo, di azzurro, alla lettera maiuscola A, d'oro; il secondo, di verde, alla campana d'oro, legata di rosso; il terzo, di rosso, ai due ricci di castagno, d'oro, fogliati di quattro dello stesso, posti in banda; il quarto, d'oro, al grappolo d'uva, di porpora, unito al tralcio al naturale, posto in fascia, fogliato di due, di verde. Ornamenti esteriori da Comune.» Gonfalone «Drappo partito di giallo e di azzurro…» Lo stemma e il gonfalone sono stati concessi con decreto del presidente della Repubblica del 7 aprile 2003. |                            |
|                                                | Aurigo Stemma «Inquartato: il primo d'azzurro, all'ulivo sradicato d'oro, fogliato di verde e fruttato di dieci pezzi; il secondo e il terzo di rosso al capo d'oro; il quarto d'argento al castello di rosso, merlato, con due torri anch'esse merlate alla ghibellina, con una finestra centrale ed una in ciascuna delle torri.» Gonfalone «Drappo partito di rosso e di giallo…» Lo stemma e il gonfalone sono stati concessi con decreto del presidente della Repubblica del 12 aprile 1988. |                            |
| Stemma ufficiale Emblema utilizzato dal comune | Badalucco Stemma «Di rosso, al capo d'oro, con la sigla comunale di nero, sopra il tutto.» Gonfalone «Drappo di azzurro…» Lo stemma è stato concesso con regio decreto del 2 marzo 1931. Il gonfalone è stato concesso con decreto del presidente della Repubblica del 1º dicembre 1952. | Gonfalone in uso al comune |
|                                                | Bajardo |                            |
|                                                | Bordighera Stemma «Di rosso, all'albero di pino nodrito su pianura erbosa, il tutto al naturale, sinistrato da un leone d'oro rampante contro l'albero. Lo stemma circondato da due rami di quercia e d'alloro annodati da un nastro dai colori nazionali.» Gonfalone «Drappo di azzurro…» Lo stemma è stato concesso con regio decreto del 7 febbraio 1929. |                            |
|                                                | Borghetto d'Arroscia Stemma «D'argento, alla banda ondata d'azzurro, accostata da sei stelle di sei raggi del secondo, male ordinate nel verso della banda, poste tre sopra e tre sotto. Ornamenti esteriori da Comune.» Gonfalone «Drappo partito di azzurro e di bianco…» Lo stemma e il gonfalone sono stati concessi con decreto del presidente della Repubblica del 28 luglio 1955. |                            |
|                                                | Borgomaro Stemma «D'argento all'aquila rivoltata dal volo abbassato.» Gonfalone «Drappo di azzurro…» Lo stemma e il gonfalone sono stati concessi con regio decreto del 3 agosto 1930. |                            |
|                                                | Camporosso Stemma «Di rosso, alla croce latina azzurra solcata da cinque stelle d'oro a sei punte.» Gonfalone «Drappo partito di rosso e azzurro…» Lo stemma e il gonfalone sono stati concessi con decreto del presidente della Repubblica del 11 maggio 1963. |                            |
|                                                | Caravonica Stemma «Troncato semipartito: il primo di verde, alla lettera C maiuscola d'oro; il secondo d'azzurro, a cinque stelle d'oro, a otto punte, ordinate 2, 1, 2; il terzo d'oro, al castello di rosso, fondato in punta, con tre torri merlate alla guelfa, chiuso e finestrato di quattro di nero, una sul corpo centrale ed una in ogni torre.» Gonfalone «Drappo di giallo…» Lo stemma e il gonfalone sono stati concessi con decreto del presidente della Repubblica del 30 luglio 2001. |                            |
|                                                | Castel Vittorio Stemma «D'azzurro, al castello di rosso con i mattoni bordati di nero, poggiato su di una pianura verde, con cinque torri merlate alla ghibellina, di cui la centrale più alta ed aperta, le finestre in foggia di feritoie. Sopra la torre centrale, uno scudetto d'argento con croce rossa.» Gonfalone «Drappo partito di verde e di rosso…» Lo stemma e il gonfalone sono stati concessi con decreto del presidente della Repubblica del 17 maggio 1986. |                            |
|                                                | Castellaro Stemma «Inquartato: nel PRIMO, di rosso, all'olivo sradicato, d'oro, con dodici frutti, d'argento; nel SECONDO, d'argento, alla croce a bracci rossi; nel TERZO, d'azzurro, al castello in argento, merlato alla ghibellina, murato di nero, con due torri riunite a cortina di muro, poggiante su una pianura verde; nel QUARTO, d'oro, al tralcio di vite verde, posto in banda, con due grappoli d'uva, pampini e due foglie.» Gonfalone «Drappo partito di bianco e di azzurro…» Lo stemma e il gonfalone sono stati concessi con decreto del presidente della Repubblica del 17 aprile 1990. |                            |
|                                                | Ceriana Stemma «D'azzurro, alla mano di carnagione, uscente da un monte all’italiana (5) d'argento, indicante una stella dello stesso, posta nel cantone destro del capo. Ornamenti esteriori da Comune.» Gonfalone «Partito di bianco e di azzurro…» Lo stemma è stato riconosciuto con decreto del Presidente del Consiglio dei ministri del 24 settembre 1955; il gonfalone è stato concesso con decreto del presidente della Repubblica del 2 aprile 1955. |                            |
|                                                | Cervo Stemma «Troncato d'azzurro su rosso, alla fascia d'oro, attraversante sulla partizione: il PRIMO punto al cervo passante; il SECONDO a due rami di palma decussati, il tutto d'oro.» Gonfalone «Drappo di bianco…» Lo stemma e il gonfalone sono stati concessi con regio decreto del 18 dicembre 1881. |                            |
|                                                | Cesio Stemma «Inquartato: nel PRIMO, troncato d'oro e d'argento, all'aquila di nero, coronata d'oro; nel SECONDO, d'oro, all'albero sradicato al naturale; nel TERZO, d'azzurro, al castello diruto in banda, posto su una collina movente dai fianchi; nel QUARTO, d'oro, a tre bande di rosso, con il capo d'azzurro, caricato di tre palle di rosso, sormontate da una stella di cinque raggi d'oro. Ornamenti esteriori da Comune.» |                            |
|                                                | Chiusanico Stemma «Di verde, all'olivo d'argento, con frutti d'oro, sradicato. Ornamenti esteriori da Comune.» Gonfalone «Drappo trinciato di verde e di bianco, caricato dello stemma comunale, sormontato dall'iscrizione centrata in argento "Comune di Chiusanico".» Bandiera «Drappo di bianco caricato in centro dello stemma comunale.» Lo stemma e il gonfalone sono stati concessi con decreto del presidente della Repubblica del 4 dicembre 1954. |                            |
|                                                | Chiusavecchia Stemma «D'azzurro, al torrione d'argento, murato di nero, aperto e finestrato del campo, fondato su campagna di verde. Ornamenti esteriori da Comune.» Gonfalone «Drappo partito d'azzurro e di bianco, riccamente ornato di ricami d'argento e caricato dello stemma comunale con la iscrizione centrata in argento: Comune di Chiusavecchia. Le parti di metallo ed i cordoni saranno argentati. L'asta verticale sarà ricoperta di velluto dai colori del drappo alternati con bullette argentate poste a spirale. Nella freccia sarà rappresentato lo stemma del Comune e sul gambo inciso il nome. Cravatta e nastri tricolorati dai colori nazionali e frangiati d'argento.» Lo stemma e il gonfalone sono stati concessi con decreto del presidente della Repubblica del 14 marzo 1955. |                            |
|                                                | Cipressa Stemma «Bandato di argento e di rosso, alla torre d'oro, attraversante, murata di nero, merlata di cinque alla guelfa, cimata dal gallo fermo sul merlo centrale, multicolore al naturale, crestato e bargigliato di rosso. Ornamenti esteriori da Comune» Gonfalone «Drappo rettangolare, innestato sul lato corto, trinciato di rosso e di giallo, caricato dello stemma civico sormontato dall'iscrizione centrata del nome del comune.» Lo stemma e il gonfalone sono stati concessi con decreto del presidente della Repubblica n. 3638 del 20 giugno 1988. |                            |
|                                                | Civezza Stemma «Troncato: il primo, di rosso, al libro aperto, d'argento, la prima facciata con la scritta in lettere maiuscole di nero e in quattro righe Pax tibi mar ce, la seconda facciata similmente scritta e in quattro righe Evan geli sta meus; il secondo, di azzurro, al torrione d'oro, murato di nero, privo di merli, finestrato di due in palo di nero, chiuso dello stesso, fondato in punta, accompagnato da due ramoscelli di olivo, fogliati di sette di verde, fruttati di due di nero, uno a destra, l'altro a sinistra. Ornamenti esteriori da Comune.» Gonfalone «Drappo di bianco con la bordatura di rosso…» Lo stemma e il gonfalone sono stati concessi con decreto del presidente della Repubblica del 7 marzo 2005. |                            |
|                                                | Cosio di Arroscia Stemma «D'azzurro, al leone d'oro, linguato e allumato di rosso, afferrante con la zampa anteriore destra il gladio d'oro, posto in sbarra, esso leone attraversante la sbarra diminuita, di rosso, e sormontato dalla corona principesca d'oro, gemmata, cimata da cinque fioroni visibili, sostenuti da punte e alternati da quattro perle al naturale visibili, poste sul margine della corona. Ornamenti esteriori da Comune.» Gonfalone «Drappo di giallo con la bordatura di azzurro, riccamente ornato di ricami d'argento e caricato dallo stemma sopra descritto con la iscrizione centrata in argento, recante la denominazione del Comune. Le parti di metallo ed i cordoni saranno argentati. L'asta verticale sarà ricoperta di velluto dei colori del drappo, alternati, con bullette argentate poste a spirale. Nella freccia sarà rappresentato lo stemma del Comune e sul gambo inciso il nome. Cravatta con nastri tricolorati dai colori nazionali frangiati d'argento.» Lo stemma e il gonfalone sono stati concessi con decreto del presidente della Repubblica del 13 gennaio del 2003. |                            |
|                                                | Costarainera Stemma «Partito: nel primo, di azzurro, alla torre d'argento, merlata alla ghibellina, mattonata, finestrata e chiusa di nero; nel secondo, all'ulivo di verde, sradicato, fruttato di nero; al capo bandato d'argento e di rosso. Ornamenti esteriori da Comune.» Gonfalone «Drappo partito di bianco e di azzurro…» Lo stemma e il gonfalone sono stati concessi con decreto del presidente della Repubblica n. 3475 del 6 agosto 1988. |                            |
|                                                | Diano Arentino Stemma «D'azzurro, alla terrazza erbosa, sostenente un grifone e una torre d'oro, chiusa, finestrata e mattonata di nero. Ornamenti esteriori di Comune.» |                            |
|                                                | Diano Castello Stemma «Di rosso, al grifone rivoltato d'argento, sormontato da una corona all'antica d'oro, con otto punte, di cui cinque visibili. Ornamenti esteriori da Comune.» Gonfalone «Drappo di bianco…» Lo stemma e il gonfalone sono stati concessi con decreto del presidente della Repubblica del 27 novembre 2002. |                            |
|                                                | Diano Marina Stemma «D'azzurro, al grifone d'argento, coronato da una corona all'antica.» Gonfalone «Drappo di bianco…» |                            |
|                                                | Diano San Pietro Stemma «Di rosso, al grifone d'oro, armato di nero, coronato con corona all'antica, con sei punte visibili, d'oro, accompagnato nei cantoni del capo dalle lettere maiuscole S e P, di azzurro. Ornamenti esteriori da Comune.» Gonfalone «Drappo d'azzurro riccamente ornato di ricami d'argento e caricato dello stemma comunale con la iscrizione centrata in argento, recante la denominazione del Comune. Le parti di metallo ed i cordoni saranno argentati. L'asta verticale sarà ricoperta di velluto azzurro con bullette argentate poste a spirale. Nella freccia sarà rappresentato lo stemma del Comune e sul gambo inciso il nome. Cravatta con nastri tricolorati dai colori nazionali frangiati di argento.» Lo stemma e il gonfalone sono stati concessi con decreto del presidente della Repubblica n. 3475 del 17 maggio 1989. |                            |
|                                                | Dolceacqua Stemma «D'azzurro, al castello d'argento, torricellato di due, aperto e finestrato, fondato su terrazza di verde; al capo di rosso, caricato di un'aquila al naturale dal volo spiegato, ornamenti esteriori da Comune.» Gonfalone «Drappo d'azzurro, riccamente ornato di ricami d'argento, e caricato dello stemma sopra descritto con la iscrizione centrata in argento: Comune di Dolceacqua. Le parti di metallo ed i cordoni saranno argentati. L'asta verticale sarà ricoperta di velluto dal colore del drappo con bullette argentate posto a spirale. Nella freccia sarà rappresentato lo stemma del Comune e sul gambo inciso il nome. Cravatta e nastri ricoloranti dai colori nazionali frangiati d'argento.» Lo stemma e il gonfalone sono stati concessi con il decreto del presidente della Repubblica del 14 marzo 1962. |                            |
|                                                | Dolcedo Stemma «Di cielo, all'olivo sradicato, con la chioma di verde e con il tronco nocchieruto e le radici al naturale; al capo di argento, caricato della croce di rosso. Ornamenti esteriori da Comune.» Gonfalone «Drappo partito di rosso e di bianco…» Lo stemma e il gonfalone sono stati concessi con decreto del presidente della Repubblica del 26 giugno 2006. |                            |
|                                                | Imperia Stemma «Scudo partito: al primo di rosso, a quattro torri d'argento, merlate alla guelfa; col capo di Genova; al secondo d'argento, all'albero d'olivo sradicato al naturale; col capo di Savoia; in fregio le ornamentazioni di Città.» Gonfalone «Drappo rettangolare di stoffa azzurra, terminato nella parte inferiore a tre bandoni a forma di vaio irregolare, il centrale più lungo, riccamente ornato con ricami d'argento e caricato dello stemma, sormontato dall'iscrizione centrata in argento Città di Imperia. L'asta verticale sarà ricoperta di velluto azzurro con bullette argentate poste a spirale.» Bandiera «Drappo di azzurro caricato dello stemma comunale.» Lo stemma è stato concesso con il regio decreto del 19 febbraio 1925; il gonfalone è stato concesso con regio decreto del 16 gennaio 1930. |                            |
|                                                | Isolabona Stemma «D'azzurro, alla torre rossa con due palchi, merlata alla guelfa, aperta e finestrata di nero, collocata su un prato verde e sormontata da una corona d'oro all'antica.» Gonfalone «Drappo di azzurro…» Lo stemma e il gonfalone sono stati concessi con il decreto del presidente della Repubblica del 16 agosto 1952. |                            |
|                                                | Lucinasco Stemma «Semipartito troncato: il primo di rosso, abbassato da un capo d'oro; il secondo d'argento, ad un albero di ulivo al naturale, fruttato d'oro, radicato su una collina di verde e accompagnato, nel canton sinistro del capo, da una corona all'antica di azzurro; il terzo di azzurro, alla chiesa di Santa Maria Maddalena. Ornamenti esteriori da Comune.» Gonfalone «Drappo troncato di azzurro e giallo…» Lo stemma e il gonfalone sono stati concessi con decreto del presidente della Repubblica del 26 febbraio 1982. |                            |
|                                                | Mendatica Stemma «Partito: il primo di rosso, ad una sorgente che sgorga dalla roccia, sormontata da un leone coronato d'oro; il secondo d'argento, ad un castagno al naturale, sormontato da una spiga di grano d'oro, in palo.» Gonfalone «Drappo partito di bianco e di rosso riccamente ornato di ricami d'argento e caricato dello stemma comunale con la iscrizione centrata in argento: Comune di Mendatica. Le parti di metallo ed i cordoni argentati. L'asta verticale è ricoperta di velluto dei colori del drappo, alternati con bullette argentate poste a spirale. Nella freccia è rappresentato lo stemma del Comune e sul gambo inciso il nome. Cravatta e nastri tricolorati dai colori nazionali frangiati d'argento.» Lo stemma e il gonfalone sono stati concessi con decreto del presidente della Repubblica del 26 aprile 1983. |                            |
|                                                | Molini di Triora Stemma «D'azzurro, al castello torricellato di uno, d'argento, murato di nero, aperto e finestrato del campo, fondato su un monte di verde, addestrato da una ruota d'oro, e accompagnato in capo da un sole raggiante d'oro, uscente dal canton sinistro. Ornamenti esteriori da Comune.» Gonfalone «Drappo partito di azzurro e di bianco…» Lo stemma e il gonfalone sono stati concessi con decreto del presidente della Repubblica del 12 settembre 1953. |                            |
|                                                | Montalto Carpasio Stemma «Partito, nel primo: d'azzurro, al castello d'argento, torricellato di un pezzo centrale, merlato alla guelfa, il fastigio di sei, la torre di quattro, aperto e finestrato di nero, il fastigio di due la torre di una, fondato su un monte di verde, sormontato da una stella di sei raggi d'argento; nel secondo, di rosso all'albero di pino di verde, fustato al naturale, nodrito nel monte di tre cime all'italiana, di verde, sormontato da una stella, di sei raggi, d'oro. Ornamenti esteriori da Comune.» Gonfalone «Drappo partito di rosso e di azzurro caricato al centro dello stemma comunale…» Bandiera «Drappo partito di rosso e d'azzurro, caricato dello stemma comunale.» Lo stemma, il gonfalone e la bandiera sono stati concessi con decreto del presidente della Repubblica del 18 marzo 2020. |                            |
|                                                | Montegrosso Pian Latte Stemma «Partito: il PRIMO, di verde, al riccio di castagno, fogliato di quattro, d'oro, accompagnato in capo dalla stella di otto raggi, dello stesso; il SECONDO, di azzurro, alla campana, d'oro, legata di rosso, accompagnata in capo dalla stella di otto raggi, d'oro. Il tutto sotto il capo di rosso, caricato dalle lettere maiuscole M P L, d'oro. Ornamenti esteriori da Comune.» Gonfalone «Drappo partito di azzurro e di giallo…» Lo stemma e il gonfalone sono stati concessi con decreto del presidente della Repubblica del 21 ottobre 2004. |                            |
|                                                | Olivetta San Michele Stemma «D'argento, alla fascia d'azzurro, caricata di una trota al naturale, accompagnata da tre stelle di otto punte del secondo, due in capo e una in punta. Ornamenti esteriori da Comune.» Gonfalone «Drappo partito di azzurro e di bianco…» Lo stemma e il gonfalone sono stati concessi con il decreto del presidente della Repubblica n. 399 dell'11 aprile 1955. |                            |
|                                                | Ospedaletti Stemma Troncato dalla fascia d'oro: il primo partito: a) d'azzurro, al leone, con la testa rivoltata, d'argento, b) d'argento, ai tre colli all'italiana, di azzurro, uniti, fondati in punta, il colle centrale più alto, sormontati da tre rose di rosso al naturale, stelate e fogliate di verde, bene ordinate; il secondo di rosso, alla croce scorciata d'argento. Gonfalone «Drappo di azzurro…» Lo stemma e il gonfalone sono stati concessi con decreto del presidente della Repubblica del 18 dicembre del 1952. Incongruenza tra disegno e blasonatura: Il leone ha la testa rivoltata e le rose sono al naturale e non "all'inglese". Cfr. e . |                            |
|                                                | Perinaldo Stemma «Partito: il primo, d'oro, al ramoscello di olivo, di verde, posto in sbarra, fruttato di dieci, di nero; il secondo, di rosso, al leone d'oro; al capo di verde, caricato dalla rotella d'argento alla croce di rosso. Ornamenti esteriori da Comune.» Gonfalone «Drappo di bianco…» Lo stemma e il gonfalone sono stati concessi con decreto del presidente della Repubblica del 6 ottobre 2003. |                            |
|                                                | Pietrabruna Stemma «Troncato: il primo, d'azzurro, calzato di rosso, alle tre stelle di sei raggi d'oro, bene ordinate, poste sull'azzurro; il secondo, d'oro, alle tre torri di rosso, mattonate di nero, merlate alla guelfa di cinque, chiuse di nero, finestrate con finestrella tonda dello stesso, fondate sulla pianura di verde. Ornamenti esteriori da Comune.» Gonfalone «Drappo di giallo con la bordatura di azzurro…» Lo stemma e il gonfalone sono stati concessi con decreto del presidente della Repubblica del 7 aprile 2003. |                            |
|                                                | Pieve di Teco Stemma «D'argento, ai tre monti appoggiati su un prato di verde, con una croce rossa sulla cima di quello centrale.» Gonfalone «Drappo partito di bianco e di verde…» Bandiera «Il Comune di Pieve di Teco possiede una propria bandiera costituita da due bande verticali di cui una di colore bianco e l'altra di colore verde.» |                            |
|                                                | Pigna Stemma «Di rosso, a due bande d'argento, caricata ciascuna da una pigna al naturale. Ornamenti esteriori da Comune.» Gonfalone «Drappo di bianco…» Lo stemma e il gonfalone sono stati concessi con decreto del presidente della Repubblica del 6 dicembre 1968. |                            |
|                                                | Pompeiana Stemma «D'oro, all'ulivo al naturale, con frutti neri, sorgente su una piccola porzione di terreno verde, accompagnato in capo da tre stelle a cinque raggi, sistemate in fascia, d'argento quella di centro, d'azzurro le laterali.» Gonfalone «Drappo partito di bianco e di azzurro…» Lo stemma e il gonfalone sono stati concessi con decreto del presidente della Repubblica del 4 ottobre 1986. |                            |
|                                                | Pontedassio Stemma «Un ponte di assi sul torrente Impero sovrastato da una palma.» Gonfalone «Drappo inquartato di azzurro e di bianco…» Lo stemma è stato riconosciuto con decreto del capo del governo del 6 febbraio 1943; il gonfalone è stato concesso con decreto del presidente della Repubblica del 16 marzo 1956. |                            |
|                                                | Pornassio Stemma «Lo stemma è d'azzurro, al trimastio d'argento, aperto e finestrato del campo, fondato sulla campagna di verde; con il capo d'argento, alla banda di azzurro, attraversata dal monte di tre cime di verde.» Gonfalone «Drappo di azzurro…» Lo stemma e il gonfalone sono stati concessi con decreto del presidente della Repubblica del 19 maggio 1954. |                            |
|                                                | Prelà Stemma «D'azzurro, alle due sciabole d'argento, guarnite d'oro, poste in decusse; alle sei stelle a 6 punte poste 3, 2, 1, poste in capo.» |                            |
|                                                | Ranzo Stemma «L'emblema civico di Ranzo riporta, in campo azzurro, il monogramma di Cristo (YHS, variante in IHS: per "Iesus Hominum Salvator": Gesù Salvatore degli Uomini), in caratteri gotici dorati, con la lettera H crociata nell'asta e cimata da una corona a tre punte.» Gonfalone «Drappo di giallo…» Lo stemma e il gonfalone sono stati concessi con decreto del presidente della Repubblica del 9 maggio 1997. |                            |
|                                                | Rezzo Gonfalone «Drappo partito di giallo e di azzurro…» Lo stemma e il gonfalone sono stati concessi con decreto del presidente della Repubblica del 12 marzo 1959. |                            |
|                                                | Riva Ligure Stemma «D’argento, al torrione di rosso merlato di tre alla guelfa, aperto e finestrato del campo, fondato su terreno sostenuto da una campagna mareggiata, il tutto al naturale. Ornamenti esteriori da Comune.» Gonfalone «Drappo partito di rosso e di bianco…» Lo stemma e il gonfalone sono stati concessi con decreto del presidente della Repubblica del 6 marzo 1960. |                            |
|                                                | Rocchetta Nervina |                            |
|                                                | San Bartolomeo al Mare Stemma «Di rosso, al rocchio di colonna tronco conica, di argento, caricato dalla scritta, in lettere maiuscole romane di nero JULIA AUGUSTA, in due righe, fondato sulla pianura diminuita di azzurro, sormontato dalle due spade di argento, guarnite d'oro, poste in decusse, con le punte all’insù, la lama in banda attraversante. Ornamenti esteriori da Comune.» Gonfalone «Drappo di azzurro…» Lo stemma e il gonfalone sono stati concessi con decreto del presidente della Repubblica del 19 gennaio 1999. |                            |
|                                                | San Biagio della Cima Lo stemma e il gonfalone sono stati concessi con decreto del presidente della Repubblica dell'11 giugno 1997. |                            |
|                                                | San Lorenzo al Mare Stemma «Inquartato: nel primo bandato di rosso e d'argento; nel secondo d'oro, alla fascia d'azzurro; nel terzo d'azzurro, alla fascia d'oro; nel quarto di rosso, a quattro torri d'argento, merlate alla guelfa, chiuse e finestrate di nero, ordinate 1, 2, 1. Ornamenti esteriori da Comune.» Gonfalone «Drappo partito di rosso e di azzurro…» Lo stemma e il gonfalone sono stati concessi con decreto del presidente della Repubblica n. 4250 del 7 settembre 1987. |                            |
|                                                | Sanremo Stemma «Di rosso, all'albero di palma, al naturale, posto a destra dello scudo e terrazzato di verde, avente a sinistra un leone rampante e armato con corona marchionale d'oro.» Gonfalone «Drappo di stoffa azzurra, di foggia regolamentare, caricato dello stemma civico, sormontato dall'iscrizione centrata in argento: Città di Sanremo.» Bandiera «Drappo di azzurro accantonato in alto all'asta dal quadrato di bianco alla croce di rosso.» Lo stemma è stato riconosciuto con decreto del capo del governo del 17 dicembre 1928; il gonfalone è stato invece concesso con regio decreto del 25 ottobre 1928. |                            |
|                                                | Santo Stefano al Mare Stemma «Partito: nel primo di azzurro, al veliero di tre alberi a vele spiegate, navigante su di un mare al naturale, al capo di rosso, caricato di una corona di oro all'antica, sormontata da una lettera "V" maiuscola romana dello stesso; nel secondo, d'argento, alla figura di santo Stefano, aureolata, posta di tre quarti e ferma sulla terrazza di verde, tenente con la sinistra un ramo di palma in sbarra sulla spalla e con la destra la sopravveste con pietre sollevata in grembo, il tutto al naturale. Ornamenti esteriori da Comune.» Gonfalone «Drappo partito di bianco e di azzurro…» Lo stemma e il gonfalone sono stati concessi con decreto del presidente della Repubblica del 20 gennaio 1961. |                            |
|                                                | Seborga Stemma «Di rosso, alla mitra vescovile, posta in ombilico, d'argento, caricata dalla crocetta greca di rosso, munita dei due fanoni d'argento, con frangia d'oro, svolazzanti, essa mitra cimata dalla parte superiore del pastorale, d'oro, posta in palo, e accompagnata sui fianchi da due palme di verde, poste in palo, convesse verso i lembi.» Gonfalone «Drappo di colore bianco, riccamente ornato di ricami d'argento e caricato dello stemma comunale con l'iscrizione centrata in argento: Comune di Seborga. L'asta verticale sarà ricoperta di velluto bianco con bullette argentate poste a spirale. Nella freccia sarà rappresentato lo stemma del comune e sul gambo inciso il nome. Cravatta con nastri tricolorati dai colori nazionali frangiati d'argento.» Lo stemma e il gonfalone sono stati concessi con decreto del presidente della Repubblica del 9 febbraio 1994. |                            |
|                                                | Soldano Gonfalone «Drappo di giallo…» |                            |
|                                                | Taggia Stemma «Scudo sannitico antico con campo d'oro e croce di rosso, portante ai quattro settori le lettere T.A.Y.A. ed al centro della croce la lettera minuscola b (delimitata da due piccole croci laterali), in modo da formare la parola TABYA; corona turrita sopra lo scudo, completata ai lati con un ramo di alloro ed un ramo di quercia intrecciati.» Gonfalone «Drappo giallo attraversato in tutta la sua lunghezza e larghezza dalla croce rossa, portante le cinque lettere T.A.B.Y.A. disposte come nello stemma comunale.» Bandiera «Drappo di giallo alla croce di rosso accantonata dalle lettere capitali di rosso TAYA, caricata della lettera minuscola di giallo b accompagnata sui lati da due crocette latine dello stesso.» Lo stemma è stato riconosciuto con decreto del presidente del consiglio dei ministri del 12 giugno 1956; il gonfalone è stato concesso con decreto del presidente della Repubblica del 15 aprile 1957. |                            |
|                                                | Terzorio Stemma «Semipartito troncato: il primo, di argento, alla croce di rosso; il secondo, di azzurro, fluttuoso di argento; il terzo, di rosso, al tronco di olivo vetusto e nocchieroso, al naturale, con otto rami, di verde, quattro per parte, esso tronco nodrito nella pianura diminuita d'oro. Ornamenti esteriori da Comune.» Gonfalone «Drappo di bianco…» Lo stemma e il gonfalone sono stati concessi con decreto del presidente della Repubblica del 13 gennaio 2003. |                            |
|                                                | Triora Stemma «D’azzurro, al cerbero d'argento. Ornamenti esteriori da Comune.» Gonfalone «Drappo partito, di bianco ed azzurro, riccamente ornato di argento e caricato dello stemma comunale, con la iscrizione centrale in argento Comune di Triora. La parte di metallo e cordone saranno argentate. L'asta verticale sarà ricoperta di velluto azzurro con bullette argentate poste a spirale.» Lo stemma e il gonfalone sono stati concessi con decreto del presidente della Repubblica del 10 maggio 1972. |                            |
|                                                | Vallebona Gonfalone «Drappo di azzurro…» |                            |
|                                                | Vallecrosia Stemma «Campo di cielo, a cinque torri merlate alla guelfa di quattro, affiancate e sovrapposte in scaglione rovesciato, fondate su terreno, con lo sfondo di due monti, il tutto al naturale. Ornamenti esteriori da Comune.» Gonfalone «Drappo di colore azzurro, riccamente ornato di ricami di argento e caricato dello stemma civico con l'iscrizione centrata in argento: Comune di Vallecrosia. Le parti di metallo e i cordoni saranno argentati. L'asta verticale sarà ricoperta di velluto azzurro con bullette argentate poste a spirale. Nella freccia sarà rappresentato lo stemma del Comune e sul gambo inciso il nome. Cravatta e nastri tricolorati dai colori nazionali frangiati d'argento.» Lo stemma e il gonfalone sono stati concessi con decreto del presidente della Repubblica del 26 aprile 1954. |                            |
|                                                | Vasia Stemma «Semitroncato partito: il PRIMO, troncato d'oro e d'argento, all'aquila di nero, allumata e linguata di rosso, coronata d'oro, attraversante; il SECONDO, di azzurro, all'olivo sradicato, con la chioma di verde, il tronco e le radici al naturale, fruttato di cinque di nero; il TERZO, di rosso, alla torre d'oro, murata di nero, merlata di cinque alla guelfa, finestrata di due in palo, di nero, chiusa dello stesso, fondata sulla pianura di verde. Ornamenti esteriori da Comune.» Gonfalone «Drappo partito di azzurro e di rosso…» Lo stemma e il gonfalone sono stati concessi con decreto del presidente della Repubblica del 25 gennaio 2005. |                            |
|                                                | Ventimiglia Stemma «Di rosso, al leone d'oro, coronato con una corona comitale d'oro. Sotto lo scudo, il motto: Ad arma iit» Gonfalone «Drappo di azzurro…» Bandiera «Drappo di rosso, al capo di giallo, caricato del leone coronato, il tutto di oro…» Lo stemma è stato riconosciuto con decreto del capo del Governo del 13 agosto 1929; il gonfalone è stato concesso con regio decreto del 19 marzo 1931. |                            |
|                                                | Vessalico Stemma «Semipartito troncato: il primo, di verde, alla lettera maiuscola V d'oro; il secondo, di rosso, alle tre teste di aglio, poste due, una, di argento; il terzo, di azzurro, all'olivo di verde, fustato al naturale, fruttato di sei, di nero, nodrito nella pianura diminuita, di verde. Ornamenti esteriori da Comune.» Gonfalone «Drappo giallo con bordatura rossa…» Lo stemma e il gonfalone sono stati concessi con decreto del presidente della Repubblica del 2 marzo 2007. |                            |
|                                                | Villa Faraldi Stemma «D'azzurro, al ponte ad un'arcata d'argento, mattonato di nero, attraversante un corso d'acqua al naturale e sostenente un albero d'olivo del medesimo, fruttato d'oro, accompagnato nel cantone destro del capo da una corona marchionale d'oro. Ornamenti esteriori da Comune.» Gonfalone «Drappo partito di giallo e di azzurro…» Bandiera «Drappo partito di giallo e di azzurro, caricato al centro dello stemma comunale con in capo la dicitura Comune di Villa Faraldi.» Lo stemma e il gonfalone sono stati concessi con decreto del presidente della Repubblica del 12 marzo 1976. |                            |

## Ex comuni
| Stemma                           | Comune e blasonatura | Gonfalone e/o bandiera |
| -------------------------------- | --- | ---------------------- |
|                                  | Carpasio (dal 2018 soppresso per la costituzione del comune di Montalto Carpasio) Stemma «Di rosso, al castagno di verde, nodrito sulla cima di un monte all'italiana di tre cime dello stesso, accostato nel canton destro del capo da un castelletto di argento torricellato di due, aperto del campo. Ornamenti esteriori da Comune.» Gonfalone «Drappo partito di rosso e di verde…» Lo stemma e il gonfalone erano stati concessi con decreto del presidente della Repubblica del 9 aprile 1953.                                                                    |                        |
|                                  | Montalto Ligure (dal 2018 soppresso per la costituzione del comune di Montalto Carpasio) Stemma «D'azzurro, al castello d'argento, con torre centrale, merlato alla guelfa, aperto e dotato di finestre, appoggiato su di un monte verde e sormontato da tre stelle pure d'argento, in fascia.» Gonfalone «Drappo partito di azzurro e di bianco…» Lo stemma era stato concesso con decreto del presidente del consiglio dei ministri datato al 2 marzo del 1931; il gonfalone era stato invece concesso con decreto del presidente della Repubblica del 6 ottobre 1953. |                        |
| Stemma utilizzato prima del 1923 | Oneglia (dal 1923 soppresso per la costituzione del comune di Imperia) Stemma «D'azzurro, all'olmo al naturale, terrazzato di verde; al capo di Savoia.» |                        |
| Stemma utilizzato prima del 1923 | Porto Maurizio (dal 1923 soppresso per la costituzione del comune di Imperia) Stemma Versione attuale: «Di rosso, alle 4 torri d'argento, merlate alla guelfa, ordinate 1-2-1; al capo di Genova.» Versione precedente: «D'azzurro, al San Maurizio.» |                        |